# سیارک ۱۷۸۸۵
سیارک ۱۷۸۸۵ (به انگلیسی: 17885 Brianbeyt، نامگذاری:1999CF118) هفده هزار و هشتصد و هشتاد و پنجمین سیارک کشف شده‌است که در ۱۲ فوریه ۱۹۹۹ کشف شد.
قدر مطلق سیارک برابر ۱۴.۸ است.